# Hexacyrtis
Hexacyrtis es un género monotípico de plantas herbáceas, perteneciente a la familia Colchicaceae. Su única especie: Hexacyrtis dickiana Dinter es originaria de Namibia hasta la Provincia del Cabo en Sudáfrica.